# Citrus Hills
Citrus Hills ist ein census-designated place (CDP) im Citrus County im US-Bundesstaat Florida. Das U.S. Census Bureau hat bei der Volkszählung 2020 eine Einwohnerzahl von 9.302 ermittelt.

## Geographie
Citrus Hills liegt rund 5 km nordwestlich von Inverness sowie etwa 120 km nördlich von Tampa. Der CDP wird von der Florida State Road 44 tangiert.

## Demographische Daten
Laut der Volkszählung 2010 verteilten sich die damaligen 7470 Einwohner auf 4037 Haushalte. Die Bevölkerungsdichte lag bei 294,1 Einw./km². 89,4 % der Bevölkerung bezeichneten sich als Weiße, 2,3 % als Afroamerikaner, 0,1 % als Indianer und 6,5 % als Asian Americans. 0,7 % gaben die Angehörigkeit zu einer anderen Ethnie und 1,0 % zu mehreren Ethnien an. 5,3 % der Bevölkerung bestand aus Hispanics oder Latinos.
Im Jahr 2010 lebten in 13,4 % aller Haushalte Kinder unter 18 Jahren sowie 61,5 % aller Haushalte Personen mit mindestens 65 Jahren. 78,5 % der Haushalte waren Familienhaushalte (bestehend aus verheirateten Paaren mit oder ohne Nachkommen bzw. einem Elternteil mit Nachkomme). Die durchschnittliche Größe eines Haushalts lag bei 2,16 Personen und die durchschnittliche Familiengröße bei 2,41 Personen.
11,6 % der Bevölkerung waren jünger als 20 Jahre, 7,9 % waren 20 bis 39 Jahre alt, 21,7 % waren 40 bis 59 Jahre alt und 58,8 % waren mindestens 60 Jahre alt. Das mittlere Alter betrug 63 Jahre. 48,5 % der Bevölkerung waren männlich und 51,5 % weiblich.
Das durchschnittliche Jahreseinkommen lag bei 58.904 $, dabei lebten 7,7 % der Bevölkerung unter der Armutsgrenze.
Im Jahr 2000 war Englisch die Muttersprache von 94,95 % der Bevölkerung, spanisch sprachen 3,51 % und 1,54 % sprachen französisch.